# Ernst Pfiffner
Ernst Pfiffner (* 6. Dezember 1922 in Mosnang, Kanton St. Gallen; † 9. Juli 2011 in Basel) war ein Schweizer Komponist, Dirigent und Organist. Er wohnte seit 1948 in Basel.

## Leben
Pfiffner studierte nach der in der Klosterschule Disentis absolvierten Matur mehrere Semester Philosophie und Theologie, bevor er sich dem Musikstudium (Orgel) in Rom und Basel zuwandte und mit dem Diplom abschloss.
Von 1950 bis 1987 war er Kantor, Chorleiter und Organist in der Michaelskirche in Basel, von 1959 bis 1994 wirkte er auch als Musiklehrer in Basel und Luzern. Daneben leitete Pfiffner von 1967 bis 1987 die Akademie für Schul- und Kirchenmusik in Luzern und war von 1960 bis 1970 Redaktor der Musikzeitschrift Katholische Kirchenmusik.

## Werke
Sein Opus umfasst mehr als 140 Kompositionen für Solo bis grosser Chor sowie für Instrumentalbesetzung von Solo bis grosses Orchester.